# Kazuhiko Torishima
Kazuhiko Torishima (鳥嶋 和彦, Torishima Kazuhiko, Ojiya, Prefectura de Niigata, 19 d'octubre de 1952) és el director representatiu de Hakusensha publishing company. Va treballar originalment a Shūeisha, on va començar com a editor abans de convervtir-se en executiu en cap Senior (o CEO), i posteriorment director de Shogakukan-Shueisha Productions. És principalment associat amb els seus treballs per a la revista manga Shūkan Shōnen Jump, de la que va ser director en cap de 1996 a 2001, i és millor conegut per ser l'editor de l'autor Akira Toriyama durant la seva etapa a Dr. Slump i la primera meitat de Bola de Drac.

## Carrera
Tot i que Torishima va créixer a la prefectura de Niigata, a ell no li agradava la gent d'allà, ja que no tenien res en comú, de manera que va passar la seva joventut llegint llibres. Va dir que, com que no podia entrar a la universitat, es va traslladar a Tòquio per entrar a una escola preparatòria, on es va sentir alliberat en trobar persones més intel·ligents que ell i que compartien els seus interessos.
Torishima es va unir a Shueisha el 1976, l'any en què es va graduar a Universitat de Keiō, volent treballar a Monthly Playboy a causa de les seves històries curtes de gran qualitat. Tanmateix, va ser assignat com a editor a Shūkan Shōnen Jump, tot i que mai no havia tingut mai cap contacte amb el manga fins que Shueisha li va enviar els seus productes per a la seva consulta i va posar al capdavant de Doberman Deka. Després que aquesta sèrie saltés del voltant del tretzè lloc del rànquing de lectors al tercer i anés als arxius de Shogakukan per estudiar el manga clàssic, Torishima finalment es va interessar per la seva feina. Preferint el shojo com Kaze a Ki no Uta i Poe no Ichizoku, va considerar que el manga Jump en aquell moment "no tenia intel·ligència ni profunditat" i va decidir ajudar a fomentar el manga que li semblava interessant sempre que es posicionessin en els primers llocs entre els lectors. També va estudiar el primer capítol d' Ore wa Teppei panell per panell i la disposició i els angles de cadascun, perquè considerava que era el manga més fàcil de llegir i va intentar impartir aquesta estructura bàsica als seus artistes. Torishima va ser el editor més destacat d'Akira Toriyama mentre feia Dr. Slump (1980) i el començament de Bola de Drac (1984), i el de Masakazu Katsura mentre feia Wingman (1983).
Torishima és un fan dels videojocs i, per tant, es va encarregar dels primers articles relacionats amb els videojocs a Shūkan Shōnen Jump, per als quals va portar Yuji Horii per ajudar-lo. Quan el seu gerent li va demanar que esbrinés per què CoroCoro Comic anava tan bé, Torishima va determinar que era a causa de les pàgines segellades que s'havien de tallar i que incloïen trucs i consells per als videojocs. A més d'incloure pàgines similars a Jump, també van començar a puntuar els jocs, una cosa nova en aquell moment, i el contingut resultant va ser votat tercer a les enquestes dels lectors de la revista. Aquest va ser el naixement de Famicom Shinken (ファミコン神拳), la secció de videojocs dels números de Shūkan Shōnen Jump. Després de tenir èxit amb articles sobre videojocs i voler mostrar als lectors de Jump com es desenvolupa un, la revista va decidir desenvolupar el seu propi joc de rol com Ultima per tenir-ne una cobertura exclusiva. Va decidir que Horii, que havia començat a treballar a Enix, escrivís el guió i Toriyama dissenyés els personatges. Torishima va afirmar que havia proposat a Enix finançar completament el joc, mantenint intencionadament Shueisha fora del procés de presa de decisions pel bé del producte, tot i que reservava l'opció de crear un manga basat en ell i no pagar royalties. El videojoc era Dragon Quest.
Torishima va ser editor en cap del videojoc V Jump, que es va llançar el 1993. El febrer de 1996 va assumir el càrrec de redactor en cap de Shūkan Shōnen Jump durant el descens de les vendes. Mentre la circulació continuava disminuint, es van llançar sèries de gran èxit com One Piece i Naruto. Va ser director en cap de la revista fins al juny del 2001.
Va passar a formar part del consell d'administració de Shueisha i va ser nomenat director de negocis a temps complet a l'agost del 2004. Va servir durant l'establiment de Shogakukan-Shueisha Productions el 2008. Torishima es va convertir en conseller delegat (CEO) de Shueisha l'agost de 2009 i va ascendir a conseller delegat sènior l'agost de 2010. Al desembre de 2010, va parlar en els Premis de Nous Creadors de Manga en resposta a la controvèrsia per la revisió de l'Ordenança Metropolitana de Tòquio pel desenvolupament saludable dels joves. Allà va desafiar els nous artistes del manga a "produir manga que esborri [al governador de Tòquio] Shintaro Ishihara".
Torishima es va retirar de Shueisha l'agost del 2015 i es va convertir en president d'Hakusensha el novembre del 2015. El seu mandat com a president es va fixar durant dos anys i mig. El novembre de 2018, Torishima va ser ascendit a director representatiu.
És membre del Comitè Organitzador dels Jocs Olímpics i Paralímpics de Tòquio que va determinar el procés per escollir les mascotes dels Jocs Olímpics d'Estiu de 2020. El plafó va decidir permetre a nens una mà en la selecció del mascota per primer cop a unes Olimpíades. Torishima va dir, " les ments dels nens treballen de forma diferent a les dels adults. Com a membre del plafó, m'agrada pensar la meva feina és per ajudar a fer un pont entre les dues."

## Influència en la ficció
El 2016, Torishima va afirmar que, quan es va convertir en editor adjunt a Shūkan Shōnen Jump, va crear materials didàctics sobre com els editors haurien d'ajudar els seus artistes de manga que encara són utilitzats als nostres dies.
Com a editor rookie, Torishima va ser posat al càrrec de Doberman Deka, el qual ja havia estat escollit per acabar en uns quants mesos a causa de baix rankings en les enquestes als lectors. Creient que el seu artista Shinji Hiramatsu era bo en l'acció però dolent dibuixant dones, Torishima li va donar un número de l'actor i ídol de revista Myojo i li va dir de modelar la cara d'un nou personatge policia a partir de l'ídol més popular en aquell temps, Ikue Sakakibara. Després d'això, Doberman Deka va saltar d'al voltant del tretzè lloc entre els lectors a tercer, fent que Torishima finalment s'interessés en la seva feina.
Torishima va convèncer Toriyama per fer d'Arale el personatge principal de Dr. Slump en lloc de Senbei Norimaki, cosa que l'autor va considerar que va resultar millor. Toriyama va afirmar que Torishima gaudeix del romanticisme i que les seves relacions entre Arale i Obotchaman, Akane i Tsukutsun, i Taro i Tsururin a Dr. Slump eren totes idees seves. També va afirmar que quan va començar Bola de Drac, Torishima havia volgut que Goku i Bulma tinguessin una relació. Toriyama també va crear el personatge de Dragon Ball Cel·lula després que Torishima, que ja no era el seu editor, es va decebre amb els androides 19 i 20 i, posteriorment, els androides 17 i 18, com a enemics. Masakazu Katsura atribueix a Torishima idees per a Video Girl Ai.
Torishima ha estat parodiat sovint en moltes sèries de manga serialitzades a Shūkan Shōnen Jump. El més destacat és el personatge del Dr. Mashirito al Dr. Slump d' Akira Toriyama, que és l'antagonista més destacat de la sèrie i que té el mateix nom, però amb les síl·labes invertides. També va inspirar altres personatges del manga com Matoriv a Fly, Torishiman a Tottemo! Luckyman i el personatge King Bonbi al joc de taula Momotaro Dentetsu.
Paròdies directes de Torishima apareixen a Kinnikuman escrita pel duet Yudetamago i Bakuman per Tsugumi Ohba i Takeshi Obata.